# هانز فالتر أوست
هانز فالتر أوست (بالألمانية: Hans Walter Aust)‏ صحفي ألماني ولد في 20 يونيو 1900 في مدينة ماينتس في ألمانيا وتوفي في 28 أبريل 1983.